# オタス
オタスとは樺太敷香郡敷香町（現・ポロナイスク）にあった先住民集落。幌内川と敷香川に分れる三角州の砂丘地に位置し、敷香市街とは敷香川によって隔てられ、島のような地形となっていた。オタスの杜（オタスのもり）ともいう。昭和初期に先住民指定居住地となり、樺太原住民族であるオロッコ（ウィルタ）、ギリヤーク（ニヴフ）、サンダー（ウリチ）、キーリン（エヴェンキ）、ヤクートの5民族が集められた。
戦前の敷香については林芙美子『樺太への旅』（1934年）に詳しく、彼女が「オタスの杜」を訪れたことにもふれている。 

## 概要
日露戦争の勝利によって、1905年（明治38年）、日本はロシア帝国とのあいだにポーツマス条約を結び、それによって北緯50度より南の樺太（サハリン）は日本領となった。アイヌ（樺太アイヌ）以外の、ウィルタやニヴフなどの少数民族は、サハリン島の中部から北部にかけての地域に住んでいたので、日本人とのつながりはアイヌに比較すると相当に薄かった。ウィルタやニヴフに対しては、1920年代まで樺太庁はほぼ放任状態であったが、1926年（昭和元年）から1927年（昭和2年）にかけて、日本人から隔離して集住させるという方針がとられるようになり、敷香郡敷香町にアイヌ以外の先住民を集住させる村落「オタスの杜」が造成された。なお、この樺太庁の対応の急変は、1925年（大正14年）の北サハリン保障占領の終了にともない、「トナカイ王」と呼ばれたサハ（ヤクート）の資産家ヴィノクーロフが北樺太より亡命したことが影響しているといわれる。

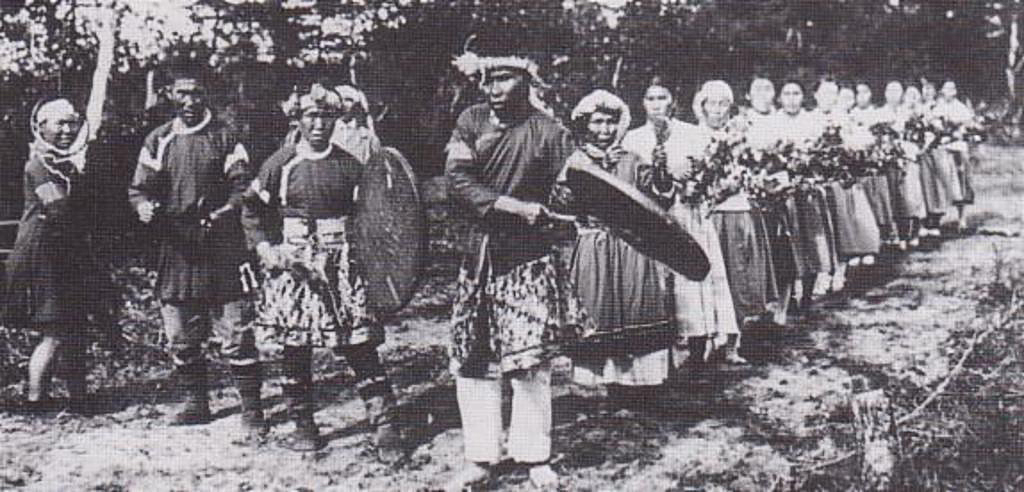
ニヴフの男女（オタスの杜）

「オタスの杜」は、異民族が住むエキゾチックな空間として人気があり、当時の代表的な観光地のひとつであった。ただし、実際には、ウィルタとニヴフ合わせて400名のうち、オタスに住んだのは半数以下だったといわれている。ここでは、遺体を放置する風葬などの風俗も残っていた。
1930年（昭和5年）7月にはオタスに土人教育所が建設され、1936年（昭和11年）にはオタス神社が竣成された。
現地人に対しては日本語教育等が行われたが、アイヌ以外の先住民族は戸籍上は樺太土人として内地人と区別されていた。樺太アイヌには刑法と民法が適用されたが、ニヴフとウィルタには刑法のみが適用されるにとどまった。
太平洋戦争が始まると、日本陸軍はニヴフやウィルタをソビエト連邦軍の動きを探る活動に従事させた。陸軍特務機関は、敷香町在住のニヴフ18人、ウィルタ22人の計40名に日本名を与え、諜報部隊に配置した。

## 出身人物
- ダーヒンニェニ・ゲンダーヌ（北川源太郎） - ウィルタ。北方少数民族復権運動家。
- ドミートリー・ヴィノクーロフ - ソ連からの亡命ヤクート人。「トナカイ王」と呼ばれ、故郷ヤクーチア（サハ共和国）の独立に向け、日本の支援を求めた。